# Јеремија Павловић
Јеремија Павловић (око 1860−?) био је каменорезац из Табановића (Општина Пожега). Син Филипа Павловића, родоначелника пожешког каменореза .
Израђивао је надгробне споменике, кенотафе и крајпуташе борцима палим у Балканским ратовима широм пожешког краја.

## Живот
Каменорезаштвом и грађевином почео је да се бави уз оца. Болешљив и „танкогруд”, никада није мобилисан. Временом израстао је у врсног мајстора, а клесарски занат предао свом сину Ђурђу.

## Дело
Јеремија Павловић споменике је израђивао од пуховског пешчара и беличастог „кабларца” на начин како су то радили драгачевски каменоресци. Надгробнике је украшавао стилизованим крстовима, минуциозним приказима голубова који зобљу грожђе и ситном флоралном орнаментиком. У ситним потезима длетом, као и целокупном ликовном изразу, наглашен је изразит лирски моменат.
Од оца је преузео одређене елементе текста и интерпункције (нарочито честу употребу запета), али га је надмашио лепотом слова која су ситнија и мекших линија, понекад декоративно изведена у полукругу.
У епитафе је уносио понеки стих:
„Виђите ове ладне стене, то је моје сво весеље.”
„Ој кућо вечна, брзо ли се градиш, још не мишљах да ћеш моја бити.”
„Вечан санак почивам, на сваког ће доћи ред.”
„За живота бити частан, то је спомен леп.”